# 台16線
台16線（たいじゅうろくせん）は、南投県濁水から同県孫海橋に至る台湾省道であり、水里から鳳林を経て七彩湖までの区間を「水里鳳林線（すいりほうりんせん）」と称していた。この区間では、新中部横貫公路計画の一部である。
2014年7月16日の行政院公告により、合流坪（孫海橋） - 鳳林間が廃止された。同時に、万栄郷七彩湖 - 鳳林鎮の開通区間は省道指定を外されている。

## 概要
- 全長：41.349Km
- 起点：南投県名間郷濁水（台3線の交差地点）
- 終点：南投県信義郷孫海橋
- 経由地：

## 歴史
| 年 | 月日 | 事跡 |
| -- | ---- | ---- |

## 通過する自治体
- 南投県
  - 名間郷 - 集集鎮 - 水里郷 - 信義郷孫海橋

- 未開通区間
  - 南投県
    - 信義郷孫海橋 - 信義郷七彩湖

- 省道指定解除区間
  - 花蓮県
    - 万栄郷七彩湖 - 鳳林鎮